# Barkjær

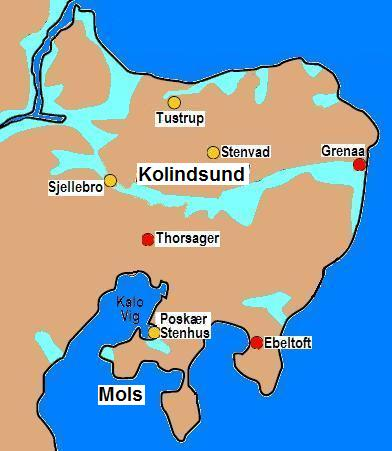
Lage im Kolindsund nördlich von Thorsager

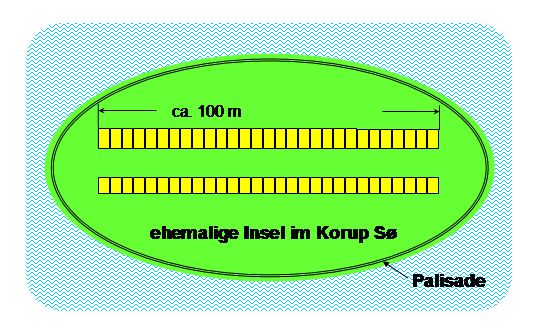
Schema von Barkjaer

Die Langhügel von Barkjær (auch Barkær) sind Anlagen vom „Konens Høj“-Typ. Die Langhügel lagen auf einer verlandeten Insel im Korup Sø (See), einem Rest des seit Beginn des 20. Jahrhunderts ausgetrockneten Kolindsundes, auf der ostjütländischen Halbinsel Djursland in Dänemark, zwei Kilometer westlich des Flughafens Aarhus.
Sie waren etwa 6,0 beziehungsweise 7,0 m breit, 100 m lang, standen parallel im Abstand von 10 m und nahmen fast die gesamte Fläche, der von Palisaden umgebenen Insel ein. Entlang der beiden Hügel gefundene faustgroße Steine, bei denen es sich vielleicht um die ehemalige Verblendung der Hügel handelt, wurden anfangs als Bürgersteige interpretiert. Jeder Hügel wurde zunächst durch 22, im Zuge eines Anbaus durch 29 auf steinerne Fundamente aufgesetzte Holzkästen mit Flechtwänden stabilisiert, deren Spuren Peter Vilhelm Glob für die Wandreste einer Reihenhaussiedlung hielt. Die in Idstedt, Kreis Schleswig-Flensburg und Barkjær nachgewiesene Bauweise ist der in Dänemark vor allem aber in Polen vielfach belegte Vorläufer der Megalithversionen. Die Idstedter Version wurde später mit einer Megalithanlage überbaut. Somit geht nordischer als auch bretonischer Megalithik eine in ihrem Ausmaß nach lange völlig unbekannte Erdhügelphase voraus. Barkjær wurde nur kurzzeitig genutzt, in der Nähe liegen ein Ganggrab und ein Dolmen.
In Dänemark gehören die Anlagen von Bygholm Nørremark, Frøslev Polde, Harreby, Mosegården, Storgård, Strandby Stovgrave, Surløkke, Teglværksgården und Troelstrup (alle in Jütland) in dieselbe Kategorie. Im Konens Høj von Egens, unweit von Barkjær, fand man das Fragment einer kleinen Kupferplatte und einen kleinen Kupferring. Die Platte war bei dem Verstorbenen am Unterarm platziert und wurde vermutlich als Schmuck getragen. Eine Kohlenstoff-14-Analyse ergab eine Datierung um 3650 v. Chr., was das ungefähre Alter der Anlagen dieses Typs bestimmt.